# 訃報 1984年4月
訃報 1984年4月（ふほう 1984ねん4がつ）では、1984年（昭和59年）4月中に物故した、又は物故が報じられた人物についてまとめる。

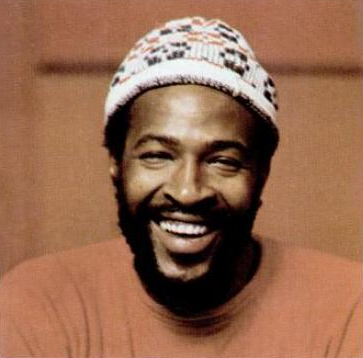
マーヴィン・ゲイ / 4月1日没

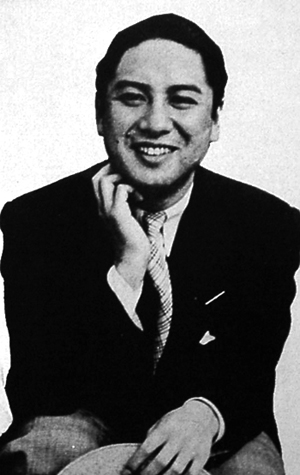
長谷川一夫 / 4月6日没

## （1日 - 15日）
- 4月1日 - 梶野悳三、小説家（* 1901年）
- 4月1日 - マーヴィン・ゲイ、歌手（* 1939年）
- 4月2日 - 園田直、元陸軍大尉・元内閣官房長官・元外務大臣・元厚生大臣（* 1913年）
- 4月4日 - 竹山逸郎、歌手（* 1918年）
- 4月4日 - オリェーク・アントーノフ、航空エンジニア（* 1906年）
- 4月5日 - 芹沢銈介、工芸家（* 1895年）
- 4月5日 - ジュゼッペ・トゥッチ、東洋学者・チベット仏教学者(* 1894年）
- 4月6日 - 長谷川一夫[1]、俳優（* 1908年）
- 4月8日 - 岡部金治郎、電気工学者（* 1896年）
- 4月8日 - ピョートル・カピッツァ、物理学者（* 1894年）
- 4月9日 - 雨森雅司、声優・俳優（* 1930年）
- 4月10日 - カール・スプーナー、メジャーリーガー（* 1931年）
- 4月11日 - 島田安夫、衆議院議員（* 1920年）
- 4月14日 - 西脇昌治、東京大学海洋研究所所長・元日本哺乳動物学会会長（* 1915年）
- 4月15日 - 早稲田柳右衛門、第2代民主党愛知県連代表（* 1900年）

## （16日 - 30日）
- 4月19日 - 賀子珍、毛沢東の妻（* 1909年）
- 4月22日 - 野長瀬正夫、詩人・児童文学者（* 1906年）
- 4月22日 - アンセル・アダムス、写真家（* 1902年）
- 4月24日 - 霧島昇、歌手（* 1914年）
- 4月24日 - 柳永二郎、俳優（* 1895年）
- 4月25日 - 林達夫、思想家・評論家（* 1896年）
- 4月26日 - バリー・グレイ、作曲家（* 1908年）
- 4月26日 - カウント・ベイシー、ジャズピアニスト（* 1904年）
- 4月28日 - 高木八尺、政治学者・アメリカ研究者（* 1887年）
- 4月29日 - 小川鼎三、東京大学名誉教授・元日本医史学会理事長（* 1901年）
- 4月30日 - スマイリー小原、ジャズミュージシャン（* 1921年）